# Liceos Navales
Los Liceos Navales, ubicados en Ecuador son centros educativos que pertenecen a la Armada del Ecuador. El primero fue creado el 20 de octubre de 1970 en Guayaquil, y actualmente hay otros en Quito, Esmeraldas, Machala y Galápagos.
Fueron creados para brindar educación de calidad a los hijos del personal de la Armada del Ecuador. Fueron fundados por la Armada del Ecuador desde la presidencia de José María Velasco Ibarra.

## Historia
Mediante Decreto n.º 589-A, con fecha 20 de octubre de 1970, fue creado como Plantel Educativo de instrucción secundaria en la Presidencia del Sr. Dr. José María Velasco Ibarra y entra en funcionamiento el 16 de enero de 1973, con el Primero Curso de Ciclo Básico.
La creación de este Plantel de educación secundaria regentado por la Armada Nacional estuvo orientado a apoyar y contribuir a la educación de la juventud ecuatoriana, propendiendo a fomentar la vocación naval y la conciencia marítima, desde su fundación.
Con resolución n.º 456, del 23 de febrero de 1973, se declara al Liceo Naval como Colegio Experimental, carácter que aún lo mantiene, por desarrollar proyectos educativos experimentales trascendentes, identificados con la realidad institucional y nacional y, cuyos resultados han sido remitidos en forma periódica a la Dirección General de Educación de la Armada Nacional y por su intermedio al Ministerio de Educación y Cultura.
En el año 1975, el Liceo Naval, fue autorizado para contar con el Ciclo Diversificado, con las especializaciones de Físico Matemáticas, Químico Biológicas y Ciencias Sociales.
En el año lectivo 1975 - 1976, el Liceo Naval, se enorgullece de contar y de graduar a la primera promoción de bachilleres, constituyéndose en un día de gloria para los navales de la historia del plantel.
Con fecha 24 de febrero de 1993, por Resolución Ministerial n.º 125, se autoriza al Liceo Naval, el funcionamiento de la Jornada Vespertina, cumpliéndose así con un gran anhelo para atender la demanda de alumnos, cuyos padres cuentan con limitados recursos económicos.
Con Acuerdo n.º 016, en el mes de marzo de 1993, la Dirección Provincial de Educación del Guayas, autoriza el funcionamiento de la Escuela Particular Mixta Matutina a partir del año lectivo 1993 - 1994 y, con fecha 18 de marzo de 1994, se cierra el Ciclo Educativo con la autorización para el funcionamiento del jardín de infantes y se declara posteriormente como Unidad Educativa Centro Naval.
Por iniciativa de la propia Armada Nacional y sus representantes, se concibió la idea de perennizar el nombre de relevantes figuras de la Marina Nacional, confiriéndole a esta Unidad Educativa la denominación de Comandante Rafael Andrade Lalama, Oficial de Marina ilustre por sus destacados méritos militares y científicos, avalados por la Dirección Provincial de Educación del Guayas, mediante Resolución n.º 454 del 30 de mayo de 1996.
Con fecha 18 de julio de 1996, se actualiza el Acuerdo n.º 3832 y, entra en vigencia a partir del período lectivo 1997 - 1998, el funcionamiento como colegio mixto. Considerando que la coeducación fortalece los principios y valores de la personalidad en su respectivo género.
Como consecuencia de los Acuerdos y Resoluciones avalados por el Ministerio del ramo, en el año lectivo 1998 - 1999, el Liceo Naval incorpora la primera promoción de bachilleres de la jornada vespertina. En el año lectivo 2001 - 2002, se incorpora a la primera promoción de bachilleres de carácter mixto de las dos jornadas.
Ahora en la institución estudian representados de hasta otros piases, como por ejemplo: China.

## Objetivo
- Formar cadetes con amplia conciencia marítima, críticos, creativos, con sólidos conocimientos científicos y de valores humanos, posibilitando su ingreso y permanencia en la Escuela Superior, para contribuir al desarrollo de la Sociedad Ecuatoriana.

## Misión y Visión
- Misión: "Las Unidades Educativas Públicas de Fuerzas Armadas tienen como misión ofertar un servicio educativo de calidad y calidez acordes a los requerimientos de la sociedad, formando estudiantes con vocación transformadora y espíritu naval, basados en los principios de ciencia, honor y disciplina, capaces de ingresar y permanecer en instituciones de nivel superior nacionales e internacionales".
- Visión: Las Unidades Educativas Navales se consolidarán como instituciones de excelencia en la formación integral de líderes proactivos, con conocimientos científicos, conciencia moral, social marítima y ecológica, capaces de contribuir al crecimiento de una sociedad más libre, justa y solidaria.

## Colegios
Se han ido creando estos colegios desde 1970 en distintos años. Actualmente existen seis.

## Liceos
- Liceo Naval Guayaquil "Cmdte. Rafael Andrade Lalama"
- Liceo Naval Quito "César Endara Peñaherrera"
- Liceo Naval Jambelí
- Liceo Naval Manta (Inactivo)
- Liceo Naval Esmeraldas
- Liceo Naval Galápagos

- Datos: Q5975144